# Francesco Battocchi
Francesco Battocchi (* 24. Juli 1997) ist ein italienischer Grasskiläufer. Er startet seit 2012 im Weltcup.

## Karriere
Battocchis erste internationale Wettkämpfe waren die Rennen der Juniorenweltmeisterschaft 2012 im deutschen Burbach. Er kam dort zwar in allen Rennen ins Ziel, erreichte aber meist nur Platzierungen im hinteren Drittel. Sein bestes Ergebnis war der 18. Rang im Slalom. Danach nahm Battocchi an FIS-Rennen teil, ehe er in San Sicario und in Rettenbach erstmals im Weltcup startete. In diesen insgesamt vier Weltcuprennen fuhr er zweimal unter die schnellsten 20, wobei sein bestes Resultat der 15. Platz im Slalom von Rettenbach war. Im Gesamtweltcup der Saison 2012 belegte er den 42. Rang.

## Erfolge

### Juniorenweltmeisterschaften
- Burbach 2012: 18. Slalom, 20. Riesenslalom, 22. Super-G, 24. Super-Kombination

### Weltcup
- 2 Platzierungen unter den besten 20